# Stjerneassociation
En stjerneassociation er en løst sammenknyttet åben stjernehob med meget få medlemmer, til tider indeholder associationen kun 4 stjerner.
Stjernerne i en stjernehob er dannet i samme interstellare gas- og støvsky og har derfor stort set samme kemiske sammensætning. Stjernerne i en association er meget unge.
I starten holdes stjernerne sammen af gensidig tiltrækning – de er gravitationelt bundne – men på grund af deres forskellige egenbevægelser spredes de efterhånden. I nogen tid efter dannelsen bevæger stjernerne sig stadig i stort set samme retning og en lille stjernehob under langsom opløsning kaldes en stjerneassociation.
Stjerneassociationer navngives efter det (eller de) stjernebillede(r) de findes i, sammen med en betegnelse for associationens type, R, T eller – for O, OB og T assocationers vedkommende – stjernernes spektralklasse(r), desuden ofte tilføjet et løbenummer, fordi et stjernebillede kan indeholde flere stjerneassociationer af samme type.
Det bedst kendte eksempel på en stjerneassociation er Trapezet i Oriontågen.
Eksempler på stjerneassociationers navne er Tau-Aur T, Monoceros R2 og Cygnus OB1.